# Gnome Web
Gnome Web (früher Epiphany, Eigenschreibweise GNOME Web) ist ein freier Webbrowser.
Er ist aus Galeon hervorgegangen und heute der offizielle Browser des Gnome-Projekts.
Web wird unter der GNU General Public License (GPL) veröffentlicht.
Seit 2009 verwendet er für die Darstellung von Webseiten WebKit, die Rendering-Engine von Safari und anderen Browsern.
Ziel der Entwickler ist es, einen Browser mit einer möglichst einfachen Benutzeroberfläche zu schaffen, der sich an die Human Interface Guidelines (HIG) des GNOME-Projektes hält, in die Desktop-Umgebung Gnome integriert ist und die relevanten Standards befolgt.

## Besonderheiten
Ebenso wie Galeon und die meisten anderen Browser unterstützt Web Tabbed Browsing, Cookie-Verwaltung und hat einen Pop-up-Blocker. Ein Werbeblocker ist auch inklusive.
Von Galeon wurde außerdem das Konzept der Smart Bookmarks übernommen. Smart Bookmarks sind Lesezeichen, die ein Argument aus einem Textfeld beziehungsweise aus der Adressleiste bekommen und diese in die aufgerufene URL integrieren. Dadurch kann der Benutzer zum Beispiel die Suchfunktion einer Website nutzen, ohne sie vorher laden zu müssen.
Die wohl auffälligste Besonderheit von Web ist die Organisation der Lesezeichen (Bookmarks). Im Gegensatz zu den meisten anderen Browsern, die Lesezeichen auf Hierarchien ordnen, werden Lesezeichen in Web Themen (Topics) zugeordnet. Dabei können dem Lesezeichen beliebig viele Themen zugeordnet werden. Bei der Eingabe in der Adresszeile werden dann sowohl die Lesezeichen angezeigt, deren Titel oder URL mit den eingegebenen Buchstaben beginnen, als auch die Lesezeichen, deren zugeordnete Themen mit der Eingabe beginnen.
Für häufig genutzte Webseiten lassen sich Anwendungsstarter erstellen. So können die Webseiten wie normale Desktopanwendungen aufgerufen werden. Eine solche Seite wird in einem eigenen Fenster, ohne die Bedienungselemente des Browsers, gestartet.

## Geschichte
Web entstand ursprünglich im Jahr 2002 unter dem Namen Epiphany als Abspaltung des Galeon-Projektes.
Am 9. September 2003 erschien Version 1.0.
Seit Gnome 2.4 (11. September 2003) war Epiphany der offizielle Webbrowser des Gnome-Projektes.
Am 22. Oktober 2005 wurde bekannt gegeben, dass Galeon nicht mehr weiterentwickelt wird, sondern seine Besonderheiten als Erweiterungen in Epiphany übernommen werden.
Ab Version 2.19.6 (30. Juli 2007) bot Epiphany als Rendering Engine außer Mozillas Gecko experimentelle Unterstützung für WebKit.
Im April 2008 entschieden die Entwickler von Epiphany, ganz auf WebKit zu setzen. Sie begründen diesen Schritt mit der klarer strukturierten, stabileren Programmierschnittstelle und kürzeren Veröffentlichungszyklen von WebKit (als Mozillas XULRunner/Gecko).
In der Übergangsphase von Version 2.19.6 bis 2.28 waren beide Rendering-Engines benutzbar.
Seit dem 21. September 2009 (Version 2.28) ist Webkit die einzige verwendete Rendering-Engine.
Zusammen mit GNOME 3 veröffentlichten die Entwickler am 6. April 2011 die Version 3.0. Die Benutzeroberfläche ist überarbeitet worden und nutzt seitdem GTK 3. In den folgenden Versionen wurde der Browser weiter in die Gnome Shell integriert. Seit 28. März 2012 (Version 3.4) wird der Browser innerhalb der Desktop-Umgebung nur noch Webbrowser genannt.
Im März 2017 wurde Epiphany 3.24 veröffentlicht.